# Dräxlmaier
Fritz Dräxlmaier GmbH & Co. KG eller Dräxlmaier Group er en tysk underleverandør til bilindustrien med hovedkvarter i Vilsbiburg, Bayern. Den familieejede virksomhed blev etableret i 1958. De udvikler og producerer elektriske systemer og paneler til motorkøretøjer.